# Maurice Borel
Charles-Maurice Borel (* 26. März 1860 in Neuenburg; † 15. Mai 1926 in Bevaix) war ein Schweizer Kartograph.

## Leben
Der Vater von Maurice Borel hatte bereits drei Söhne, Alfred, Adolphe und Antoine, aus seiner ersten Ehe. Zwei dieser drei Brüder waren sehr erfolgreiche Geschäftsleute und betrieben ein Handelsunternehmen in den USA, mit dem sie ihren Halbbruder Maurice die meiste Zeit seines Lebens finanziell unterstützten. Maurice Borel erlernte den Beruf des Lithographen von 1879 bis 1882 bei der Geographischen Anstalt von Wurster, Randegger & Cie. in Winterthur. Ende 1882 reiste er nach Paris, wo ihm eine Empfehlung seines ehemaligen Arbeitgebers zu einer Anstellung im Établissement géographique Erhard frères verhalf.
Am 17. September 1884 heiratete er Bertha Reinhardt die Tochter des Besitzers des Hauses, in dem er in Winterthur gewohnt hatte. Sie war eine begabte Blumenkünstlerin, die unter anderem zwei Bücher illustriert hatte. 1884 wurde das erste von vier Kindern in Paris geboren, später kamen vier weitere Kinder in Neuenburg zur Welt.
Als Maurice Borel erstmals nach Paris kam, ging er unter anderem auch zum protestantischen Gottesdienst und freundete sich rasch mit einigen Pastoren an, die ihn regelmässig einluden und ihn mit Verlegern christlicher Publikationen in Kontakt brachten, was zu zahlreichen religionskartographischen Aufträgen führte.
Um 1888 gründete Maurice Borel an seiner Wohnadresse in der Avenue d’Orléans 19 in Paris eine eigene Lithographie-Werkstatt. Fast zur gleichen Zeit erwog sein ehemaliger Arbeitgeber Johannes Randegger, seine Firma in Winterthur an Maurice Borel zu übertragen. Aus finanziellen Gründen, wegen seiner mangelnden Deutschkenntnisse, aber auch wegen des fehlenden Selbstbewusstseins, das für die Führung eines so renommierten Unternehmens erforderlich ist, verzichtete Borel jedoch auf dieses Angebot.
1889 schuf er zusätzlich zu seinen französischen Aufträgen eine Karte des Kantons Neuenburg im Massstab 1:50'000 in vier Blättern unter Verwendung der Daten des Topographischen Atlas der Schweiz 1:25'000. Auf der Grundlage dieser Karte entwickelte er ein vierteiliges Reliefmodell. Zudem gab er ein Jahr später eine Schulwandkarte im gleichen Massstab und Format heraus.
Mitte 1893 beschloss Maurice Borel, in die Schweiz zurückzukehren, wo er in Neuenburg eine neue Werkstatt gründete. Neben Karten fertigte er auch Panoramen und weitere Reliefmodelle an, insbesondere solche, die Regionen in seiner Umgebung wie den Creux-du-Van und die Gorges de l’Areuse zeigten. Seine ständige Beschäftigung war die Mitarbeit am Geographischen Lexikon der Schweiz (deutsche und französische Ausgaben, 6 Bände, 1902–1910), für das alle Karten in seiner Werkstatt entstanden. Die ursprüngliche Gravur und Farblithographie auf Stein wurde durch die Technik auf Zinkplatten (Zinkographie) ersetzt und sukzessive durch vergrösserte, farblich getrennte Zeichnungen, die dann fotografisch auf den endgültigen Massstab reduziert wurden.
Seine grosse Leidenschaft galt jedoch der Archäologie, der Suche nach den Überresten der Pfahlbauten an den Ufern des Neuenburgersees, die vor allem dank der Juragewässerkorrektur (1868–1891) ans Licht gekommen waren. Im Jahr 1907 wurde er Präsident der Ausgrabungskommission und setzte die Kartierung ihrer Entdeckungen bis zu seinem Tod fort.
Maurice Borel starb am 15. Mai 1926 in Bevaix und wurde am 18. Mai 1926 auf dem Friedhof in Bevaix beerdigt.

## Kartographisches Werk
- Die Karten[16][17]
  - Weitere Karten aus seiner Pariser Zeit (Auswahl)[18]
  - Weitere Karten aus seiner Neuenburger Zeit (Auswahl).[19]
  - In Atlanten und Schulbüchern.[19]
  - Im Bulletin de la Société neuchâteloise de géographie.[20]
  - Im Geographischen Lexikon der Schweiz.[21]
- Die Panoramen.[22]
- Die Reliefmodelle.[23]
- Archäologische Karten.[14]